# Battlefield (seria)
Battlefield – seria gier komputerowych typu first-person shooter (z wyjątkiem Battlefield Heroes, który był grą third-person shooter), stworzonych przez Digital Illusions CE i wydawanych przez Electronic Arts, przeznaczonych głównie do gry wieloosobowej.
Pierwszą grą z serii był Battlefield 1942, wydany w 2002 roku, którego akcja rozgrywa się w czasie II wojny światowej. Kolejne odsłony gry umiejscowione zostały w realiach wojny wietnamskiej, a także fikcyjnych konfliktów w czasach współczesnych oraz w przyszłości.

## Gry z serii
- Battlefield 1942 (Windows, Mac; wydany 11 września 2002)
  - Battlefield 1942: The Road to Rome (Windows; wydany 2 lutego 2003)
  - Battlefield 1942: Secret Weapons of WWII (Windows, Mac; wydany 4 września 2003)
- Battlefield Vietnam (Windows; wydany 14 marca 2004)
- Battlefield 2 (Windows; wydany 21 czerwca 2005)
  - Battlefield 2: Special Forces (Windows; wydany 22 listopada 2005)
  - Battlefield 2: Euro Force (Windows; wydany 14 marca 2006)
  - Battlefield 2: Armored Fury (Windows; wydany 6 czerwca 2006)
- Battlefield 2: Modern Combat (PS2, Xbox, Xbox 360; wydany 24 października 2005)
- Battlefield 2142 (Windows, Mac; wydany 17 października 2006)
  - Battlefield 2142: Northern Strike (Windows, Mac; wydany 8 marca 2007)
- Battlefield: Bad Company (PS3, Xbox 360; wydany 23 czerwca 2008)
- Battlefield Heroes (Windows; wydany 25 czerwca 2009)
- Battlefield 1943 (PS3, Xbox 360; wydany 8 lipca 2009)
- Battlefield: Bad Company 2 (Windows, PS3, Xbox 360; wydany 2 marca 2010)
  - Battlefield: Bad Company 2: Vietnam (Windows, PS3, Xbox 360; wydany 18 grudnia 2010)
- Battlefield Online (Windows; wydany 25 marca 2010)
- Battlefield Play4Free (Windows; wydany 4 kwietnia 2011)
- Battlefield 3 (Windows, PS3, Xbox 360; wydany 25 października 2011)
  - Battlefield 3: Powrót do Karkand (Back to Karkand; Windows, PS3, Xbox 360; wydany 6 grudnia 2011)
  - Battlefield 3: Walka w zwarciu (Close Quarters; Windows, PS3, Xbox 360; wydany 26 czerwca 2012)
  - Battlefield 3: Siły pancerne (Armored Kill; Windows, PS3, Xbox 360; wydany 30 września 2012)
  - Battlefield 3: Dogrywka (Aftermath; Windows, PS3, Xbox 360; wydany 18 grudnia 2012)
  - Battlefield 3: Decydujące Starcie (End Game; Windows, PS3, Xbox 360; wydany 19 marca 2013[2])
- Battlefield 4 (Windows, PS3, PS4, Xbox 360, Xbox One; wydany 29 października 2013[3])
  - Battlefield 4: Chińska nawałnica (China Rising; Windows, PS3, PS4, Xbox 360, Xbox One; wydany 17 grudnia 2013)
  - Battlefield 4: Drugie uderzenie (Second Assault; Windows, PS3, PS4, Xbox 360, Xbox One; wydany 4 marca 2014)
  - Battlefield 4: Wojna na morzu (Naval Strike; Windows, PS3, PS4, Xbox 360, Xbox One; wydany 15 kwietnia 2014)
  - Battlefield 4: Zęby smoka (Dragon's Teeth; Windows, PS3, PS4, Xbox 360, Xbox One; wydany 29 lipca 2014[4])
  - Battlefield 4: Ostateczna rozgrywka (Final Stand; Windows, PS3, PS4, Xbox 360, Xbox One; wydany 18 listopada 2014)
- Battlefield Hardline (Windows, PS3, PS4, Xbox 360, Xbox One; wydany 17 marca 2015[5])
- Battlefield 1 (Windows, PS4, Xbox One; wydany 21 października 2016[6])
  - Battlefield 1: Nie przejdą (They Shall Not Pass; Windows, PS4, Xbox One; wydany 28 marca 2017)
  - Battlefield 1: W imię cara (In The Name of the Tsar; Windows, PS4, Xbox One; wydany 19 września 2017)
  - Battlefield 1: Niespokojne wody (Turning Tides; Windows, PS4, Xbox One; wydany 25 grudnia 2017)
  - Battlefield 1: Apokalipsa (Apocalypse; Windows, PS4, Xbox One; wydany 6 marca 2018)
- Battlefield V (Windows, PS4, Xbox One; wydany 20 listopada 2018[7])
- Battlefield 2042 (Windows, PS4, PS5, Xbox One, Xbox Series; data premiery: 19 listopada 2021)[8]